# Great Blencow
Great Blencow – osada w Anglii, w Kumbrii. Leży 23,9 km od miasta Carlisle i 398,2 km od Londynu. W latach 1870–1872 osada liczyła 99 mieszkańców.